# Новокарачево
Новокарачево (баш. Яңы Ҡарас) — деревня в Мишкинском районе Республики Башкортостан Российской Федерации. Входит в состав Мавлютовского сельсовета. Живут татары (2002).

## Название
С момента основания известна как Карачево, Карачева.
С 1930‑х гг. – современное название.

## География
Находится при озере Олокуль.

### Географическое положение
Расстояние до:
- районного центра (Мишкино): 14 км,
- центра сельсовета (Татарбаево): 3 км,
- ближайшей ж/д станции (Загородная): 133 км.

## История
Основана тептярями по договору 1715 года о припуске на вотчинных землях башкир Шамшадинской волости Казанской дороги под названием Карачево.
В «Списке населённых мест по сведениям 1870 года», изданном в 1877 году, населённый пункт упомянут как деревня Карачева 5-го стана Бирского уезда Уфимской губернии. Располагалась при речке Караче, по левую сторону Сибирского почтового тракта из Уфы, в 47 верстах от уездного города Бирска и в 35 верстах от становой квартиры в деревне Суслова. В деревне, в 17 дворах жили 114 человек (57 мужчин и 57 женщин, тептяри). Жители занимались земледелием, скотоводством.

## Население
| 2002 | 2009 | 2010 |
| ---- | ---- | ---- |
| 196  | ↘150 | ↘114 |

### Национальный состав
Согласно переписи 2002 года, преобладающая национальность — татары (97 %).

### Историческая численность населения
В 1865 в 17 дворах проживало 114 человек, в 1870 - в 17 дворах жили 114 человек (57 мужчин и 57 женщин, тептяри), в 1906—309, в 1920—356, в 1939—397, в 1959—389, в 1989—219, в 2002—196, в 2010—114.

## Инфраструктура
Личное подсобное хозяйство с зоной сельскохозяйственного использования, индивидуальная застройка усадебного типа. Жители занимались земледелием, скотоводством.
Основа экономики — сельское хозяйство.
Есть клуб. До революции были мечеть, татарская школа.

## Транспорт
Деревня доступна автотранспортом. Остановка общественного транспорта «Новокарачево».